# Kaap Guardafui
Kaap Guardafui (Somalisch: Raas Caseyr of Gees Gardafuul, Arabisch: Ra’as ‘Aseir) is een landtong in de provincie Ra'as Aseir (voorheen Gardafu genoemd) van de autonome regio Puntland in Somalië.

## Geografie
Kaap Guardafui is het meest noordelijke punt van de Hoorn van Afrika en na Ras Hafun ook het op een na meest oostelijke punt van het vasteland van Afrika. Het bestaat uit een kalkstenen voorgebergte, dat oprijst tot een hoogte van 244 meter.
Ten westen van de kaap ligt de ernaar vernoemde zeestraat Guardafuikanaal (of Marinka Gardafuul), waarin de Jemenitische Socotra-archipel ligt. Ten noorden ligt de Golf van Aden en ten zuiden de Somalische zee (Indische Oceaan). De kaap vormt een belangrijke mijlpaal voor passerende schepen vanwege de scherpe verandering van koers en het grote contrast tussen de gevaarlijke stromingen ten oosten van de kaap en de relatief kalme zeeën aan noordzijde, vooral tijdens de zuidwestelijke moesson.
Ongeveer 25 kilometer ten westen van de kaap ligt Ras Felug, een steile klif die vanuit het vlakke land uitsteekt in de Golf van Aden. Aangenomen wordt dat deze klif dezelfde is als de door Strabo beschreven Elephas Mons of Kaapolifant. Ten zuiden van de kaap ligt Kaap Sennàref, die door zeelieden soms per abuis werd aangezien voor Kaap Guardafui en een van de aanleidingen vormde voor de oprichting van een vuurtoren op Kaap Guardafui (zie geschiedenis). Tien kilometer ten zuiden van de kaap ligt de wadi Tuhom, waar Perzische slaapbomen (Albizia julibrissin) groeien.
In 2013 besloot de regering van Puntland tot de oprichting aan van een nieuwe provincie ter grootte van Kaap Guardafui onder de naam Gardafuu. In 2023 werd deze provincie hernoemd tot Ra'as Aseir.

## Geschiedenis
In de 1e eeuw na Christus werd de kaap in de Griekse Periplus van de Erythreïsche Zee genoemd onder de naam Aromata promontorium (Αρώματον ἄκρον) als een van de bloeiende commerciële nederzettingen aan de noordelijke Somalische kust.
De naam Guardafui is ontstaan uit een oud-Italiaanse zegswijze: "guarda fui" betekent in het oud-Italiaans "kijk en ontsnap", als verwijzing naar het gevaar van de zeeën rond de kaap. Onder invloed van zeelieden die de mediterrane lingua franca gebruikten kwam deze naam in de late middeleeuwen in gebruik.
In het begin van de 19e eeuw ontzegden Somalische zeelieden de toegang tot hun havens langs de kust, terwijl ze met hun eigen schepen handel dreven met Aden en Mokka in het aangrenzende Jemen. Het sultanaat Majeerteen beheerste in de 19e eeuw een groot deel van de noordoostelijke Somalische kust.
Vanwege het grote aantal scheepswrakken in de verraderlijke zeeën bij Kaap Guardafui tekenden de Britten in de 19e eeuw een overeenkomst met sultan Osman Mahamuud van dit sultanaat. De overeenkomst bepaalde dat de Britten de sultan jaarlijks geld zouden betalen om Britse schipbreukelingen te beschermen en de scheepswrakken zelf tegen plundering te beschermen. De overeenkomst werd door de Britten uiteindelijk echter niet geratificeerd, omdat zij vreesden dat dit "andere machten een precedent zou geven voor het sluiten van overeenkomsten met de Somaliërs, die bereid leken betrekkingen met iedereen aan te gaan".
In 1889 werd het gebied onderdeel van een Italiaans protectoraat onder de naam Italiaans-Somaliland. In 1924 werd er een eerste vuurtoren gebouwd, die in 1930 werd vervangen door de markante Francesco Crispi-vuurtoren, die als enige ter wereld is voorzien van een fascistische fasces. De vuurtoren werd zwaar beschadigd bij de oorlogen vanaf de jaren 1990, maar is nog altijd grotendeels aanwezig.

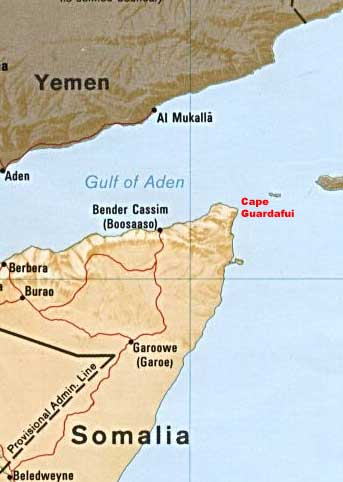
De kaap (links) met de Golf van Aden aan noordzijde, het Guardafuikanaal met Socotra-archipel aan oostzijde en de Indische Oceaan aan zuidoostzijde.
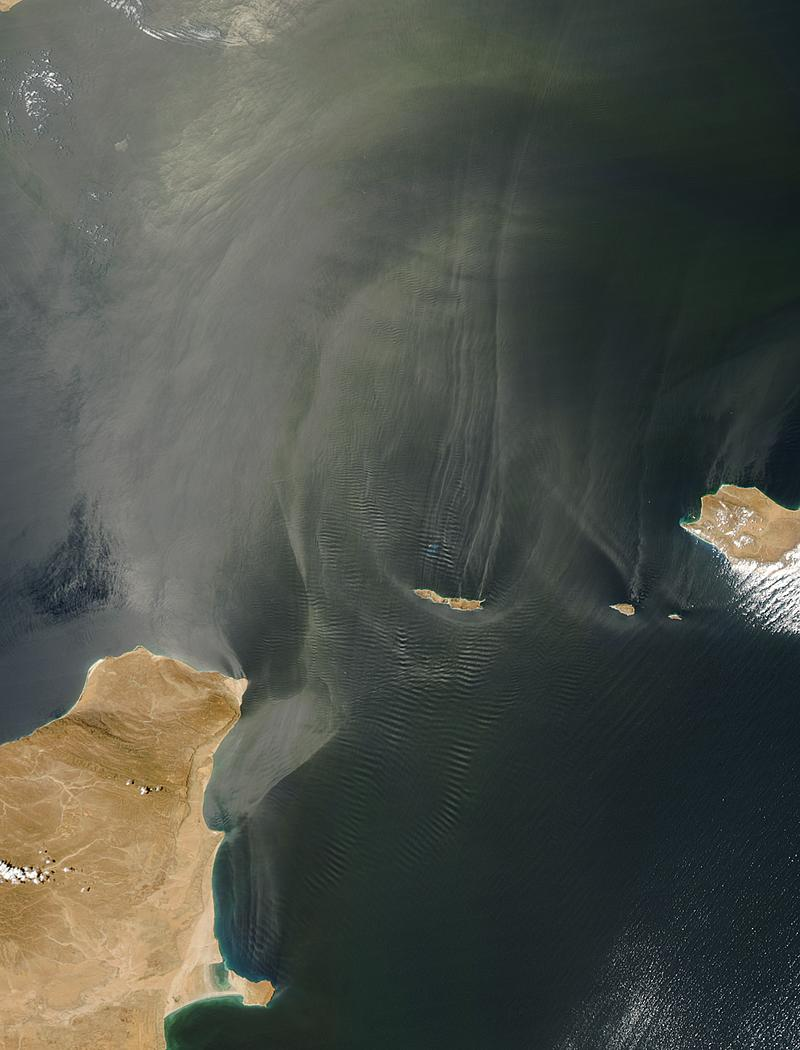
Golfslag rond de kaap.
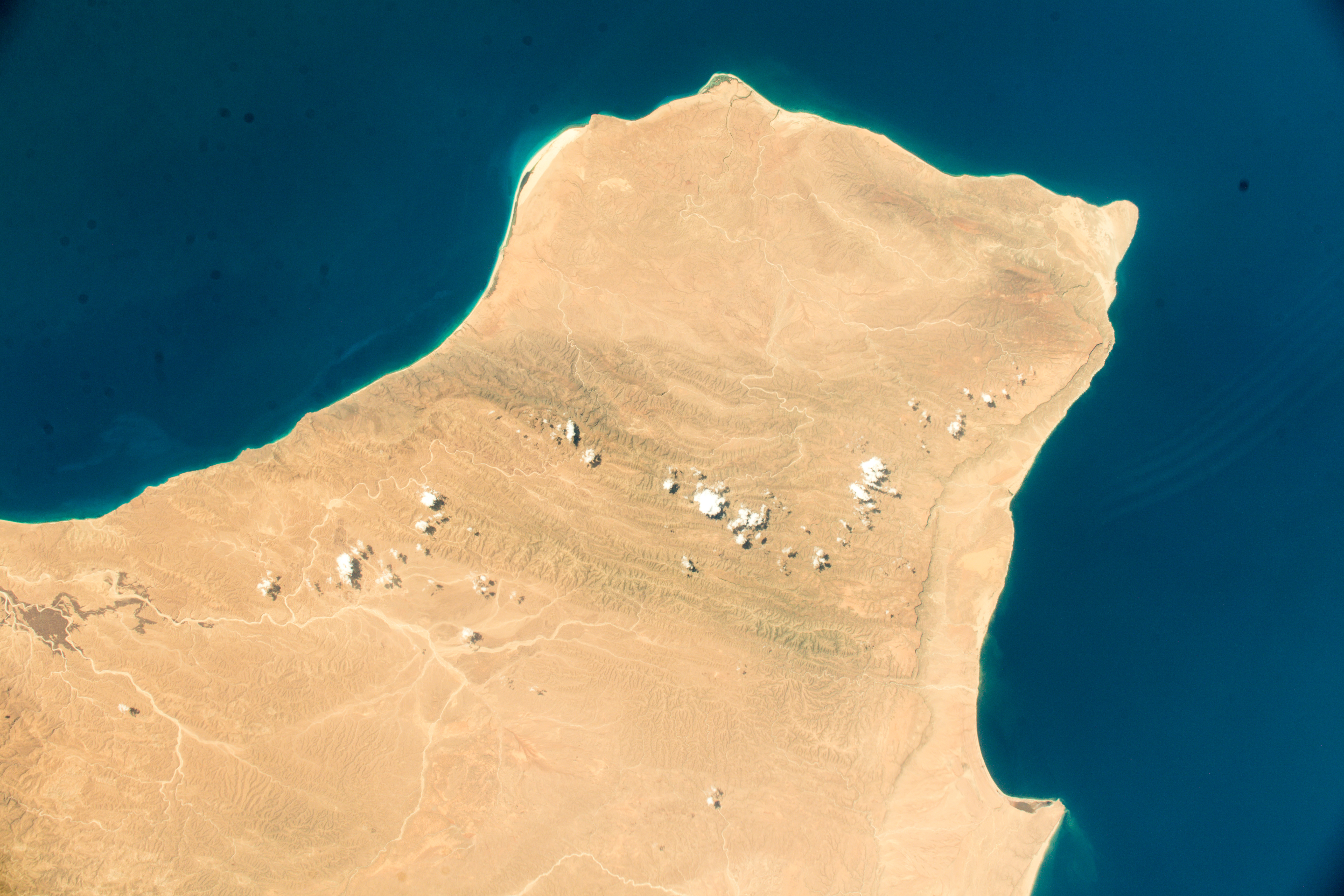
Luchtfoto van de kaap
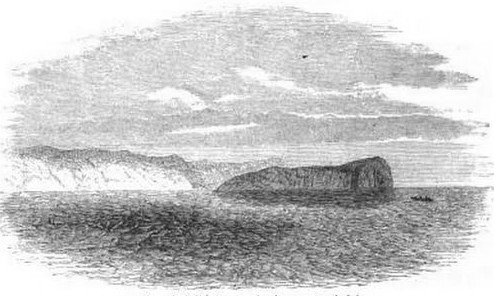
Olifantsrots bij Kaap Guardafui. (Le Tour du Monde, deel 2, 1860)
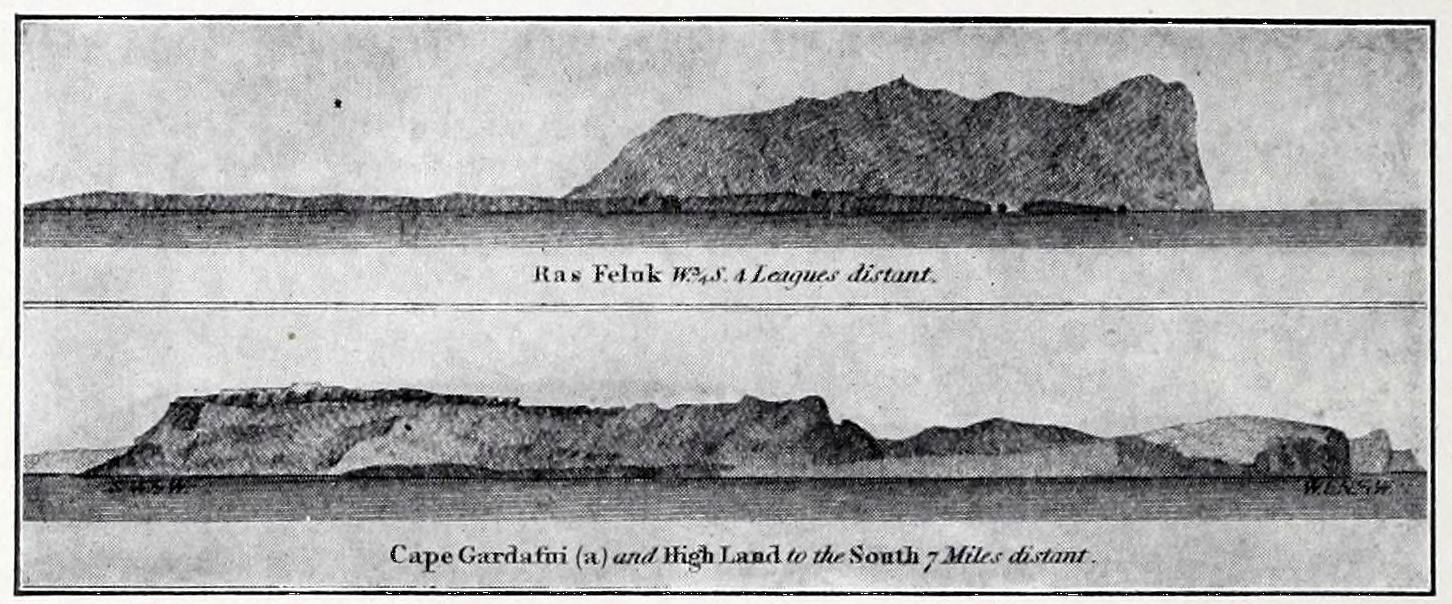
Twee landschappen met de profielen van Ras el Fil of Filuk ("Kaapse Olifant") en Guardafui of Ras Asir ("Kaap der Specerijen") dienend als illustraties bij een Engelse heruitgave van de Periplus van de Erythreïsche Zee uit 1912.